# 小行星6121
小行星6121（英語：6121 Plachinda）是一颗围绕太阳公转的小行星。1987年9月2日，柳德米拉·切爾尼赫在克里米亚发现了此天体。
这颗小行星的绝对星等为140.1136933046575等。